# Татарская Автономная Советская Социалистическая Республика
Тата́рская Автоно́мная Сове́тская Социалисти́ческая Респу́блика (Тата́рская АССР, ТАССР, Татарстан, Тата́рия) (тат. Татарстан Автономияле Совет Социалистик Республикасы (ТАССР, Татарстан, Татарстан АССР)) наименование, существовавшее с 5 декабря 1936 года по 30 августа 1990 года, де-факто существовало до 16 мая 1992 года; с 27 мая 1920 года по 5 декабря 1936 года именовалась Автономная Татарская Социалистическая Советская Республика (старотат. ﺗﺎﺗﺎﺭﺳﺗﺎن ﺋﺎۋﺗِوُﻧِوُﻣﻳﻪﻟئ ﺳِوُۋﺌﺖ ﺳِوُﺗﺳﻳﺎﻟﻳﺳﺗﻳﻙ ﺭﺌﺳﭘِوﺒﻟﻳﻜﺎﺳئِ), лат. тат. Tatarstan Aftonomiəle Sotsialistik Sovet Respublikasь) — автономная республика в составе Российской Советской Федеративной Социалистической Республики.

## История

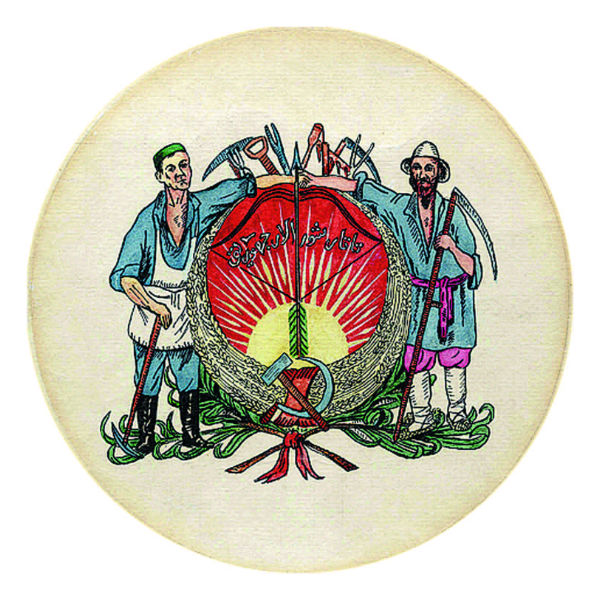
Герб (проект) Автономной Татарской ССР в 1920 г.

Флаг Автономной Татарской ССР в 1926—1937 г.

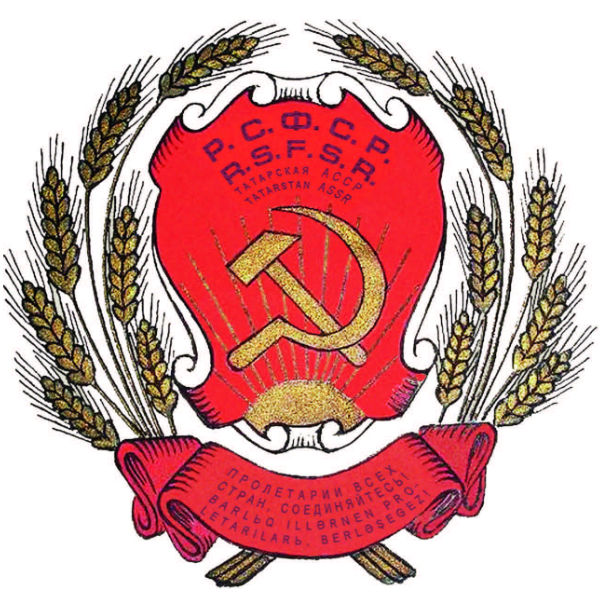
Герб Татарской АССР (1937—1978 гг.)

Герб Татарской АССР (1978—1992 гг.)

22 марта 1920 года председатель СНК РСФСР В. И. Ленин принял в Кремле Б. X. Мансурова, С. Г. Саид-Галиева и других для обсуждения с ними вопроса об образовании Татарской республики.
Она была провозглашена декретом ВЦИК и Совнаркома РСФСР от 27 мая 1920 года и образована 25 июня того же года как Автономная Татарская Социалистическая Советская Республика (А.Т.С.С.Р., Татреспублика) (тат. Avtonomiəle Tatarstan Sovet Sotsialstik Respublikasь (A.T.S.S.R., Tatarstan)).
25 июня 1925 г. был принят проект (первоначальный) конституции Татарской республики и одобрен 13 марта 1926 г. на VI съезде Советов Татарской автономии. Текст не был утвержден ВЦИК РСФСР и Съездом Советов РСФСР.
Чрезвычайный XI съезд Советов Татарской автономии 25 июня 1937 года утвердил конституцию республики, согласно которой порядок слов в её названии был изменён, преобразовавшись в Татарскую Автономную Советскую Социалистическую Республику.
В 1922 (при образовании СССР), в 1936 и 1977 (при принятиях Конституции СССР) и в 1952—1953 (при образовании в ТАССР Казанской, Чистопольской, Бугульминской областей) рассматривалось, но не было принято предложение о преобразовании ТАССР в союзную республику.
Во время «парада суверенитетов» в Советском Союзе 30 августа 1990 года Верховный Совет ТАССР принял декларацию о государственном суверенитете Татарии, преобразовав её в Татарскую Советскую Социалистическую Республику — Республику Татарстан. 24 мая 1991 года Съезд народных депутатов РСФСР утвердил данное название, внеся поправки в часть первую статьи 71 и в статью 171 Конституции РСФСР 1978 года.
C 16 мая 1992 года — Республика Татарстан.

## Высшие органы власти и должностные лица
Согласно п. 2 декрета ВЦИК «Об Автономной Татарской Социалистической Советской Республике» от 27 мая 1920 года, аппарат государственной власти АТССР складывался из местных Советов депутатов, Центрального Исполнительского Комитета и Совета Народных Комиссаров АТССР. До их создания ВЦИКом был сформирован Временный революционный комитет АТССР.
25 июня 1920 года Казанский губисполком полностью передал властные полномочия Временному ревкому. 11 июля тот принял обращение ко всем трудящимся края о создании автономии, и к 11 сентября детализировал её границы. Главной задачей ВРК стала подготовка Учредительного съезда Советов Татреспублики. На I-м Учредительном съезде Советов рабочих, красноармейских и крестьянских депутатов АТССР, прошедшем 26—27 сентября 1920 года, был избран Президиум Татарского Центрального Исполнительного Комитета (ТатЦИКа) и сформировано первое правительство — СНК Татреспублики.

### Татарский обком компартии
Татарский областной комитет РКП(б)/ВКП(б)/КПСС — центральный орган управления структурами коммунистической партии в автономии. Первый секретарь Татарского обкома осуществлял политическое руководство республикой.

### Представительные органы
Верховным органом власти автономии поначалу являлся республиканский Съезд Советов рабочих, крестьянских и красноармейских депутатов. Для общего руководства республикой в период между съездами им избирался Центральный исполнительный комитет — ТатЦИК.
После 1936 года Советы рабочих, крестьянских и красноармейских депутатов были преобразованы в Советы депутатов трудящихся. Городские, районные, поселковые и сельские Советы депутатов трудящихся избирались населением на 2 года.
Кроме того, Татарская АССР была представлена 11 депутатами в Совете Национальностей Верховного Совета СССР.
С принятием Конституции ТАССР 1937 года ТатЦИК был упразднён, а новым высшим органом власти республики стал однопалатный Верховный Совет Татарской АССР, избираемый на 4 года по норме 1 депутат от 20 тысяч жителей, и его Президиум. В 1995 году Верховный Совет был преобразован в Государственный Совет Республики Татарстан.

#### ТатЦИК
Председатели Президиума ТатЦИКа:
- 1920—1921 — Мансуров, Бурхан Хуснутдинович
- 1921—1924 — Сабиров, Рауф Ахметович
- 1924—1927 — Шаймарданов, Шайгардан Шаймарданович
- 1928—1929 — Ахметшин, Миннигарей Ахметович
- 1929—1932 — Мратхузин, Харрис Ибрагимович
- 1932—1934 — Ягудин, Мигдат Губайдуллович
- 1933—1937 — Байчурин, Гумер Гистинович
- 1937—1938 — Динмухаметов, Галей Афзалетдинович — и. о. Председателя Президиума ТатЦИКа

#### ВС ТАССР
Председатели Президиума Верховного Совета ТАССР:
- 1938—1951 — Динмухаметов, Галей Афзалетдинович
- 1951—1959 — Низамов, Салях Низамович
- 1959—1960 — Фасеев, Камил Фатыхович
- 1960—1983 — Батыев, Салих Гилимханович
- 1983—1985 — Багаутдинов, Анвар Бадретдинович
- 1986—1990 — Мустаев, Шамиль Асгатович
- 1990—1991 — Шаймиев, Минтимер Шарипович

### Правительство
Республиканское правительство формировалось ТатЦИКом (позднее — Верховным Советом ТАССР) как высший распорядительный и исполнительный орган автономии.
Первым правительством республики был Совет Народных Комиссаров АТССР. В 1946 году он был переименован в Совет Министров ТАССР, который в 1991 году был преобразован в Кабинет Министров Республики Татарстан.

#### Татсовнарком
Председатели СНК АТССР/ТАССР:
- 1920—1921 — Саид-Галиев, Сахиб-Гарей
- 1921—1924 — Мухтаров, Кашаф Гильфанович
- 1924—1927 — Габидуллин, Хаджи Загидулла Оглы
- 1927 — Шаймарданов, Шайгардан Шаймарданович
- 1928—1930 — Исмаев, Каримулла Хуснуллович
- 1930—1937 — Абрамов, Киям Алимбекович
- 1937 — Давлетьяров, Ахметсафа Мустафович
- 1937—1940 — Тынчеров, Амин Халилович
- 1940—1943 — Гафиатуллин, Сулейман Халилович
- 1943—1946 — Шарафеев, Саид Мингазович

#### Совмин ТАССР
Председатели Совета Министров ТАССР:
- 1946—1950 — Шарафеев, Саид Мингазович
- 1950—1957 — Азизов, Миргарифан Замлеевич
- 1957—1959 — Шарафеев, Саид Мингазович
- 1959—1966 — Абдразяков, Абдулхак Асвянович
- 1966—1982 — Усманов, Гумер Исмагилович
- 1983—1985 — Садыков, Ильдус Харисович
- 1985—1989 — Шаймиев, Минтимер Шарипович
- 1990 — Сабиров, Мухаммат Галлямович

### Суды и прокуратура
Верховный суд Татарской АССР в составе двух судебных коллегий (по уголовным и по гражданским делам) и Президиума Верховного суда избирался сроком на 5 лет Верховным Советом республики.
Прокурор Татарской АССР назначался напрямую Генеральным прокурором СССР на 5 лет.
В 1937—1938 годах в ТАССР также функционировал внесудебный орган — «особая тройка» НКВД.

## Административно-территориальное деление

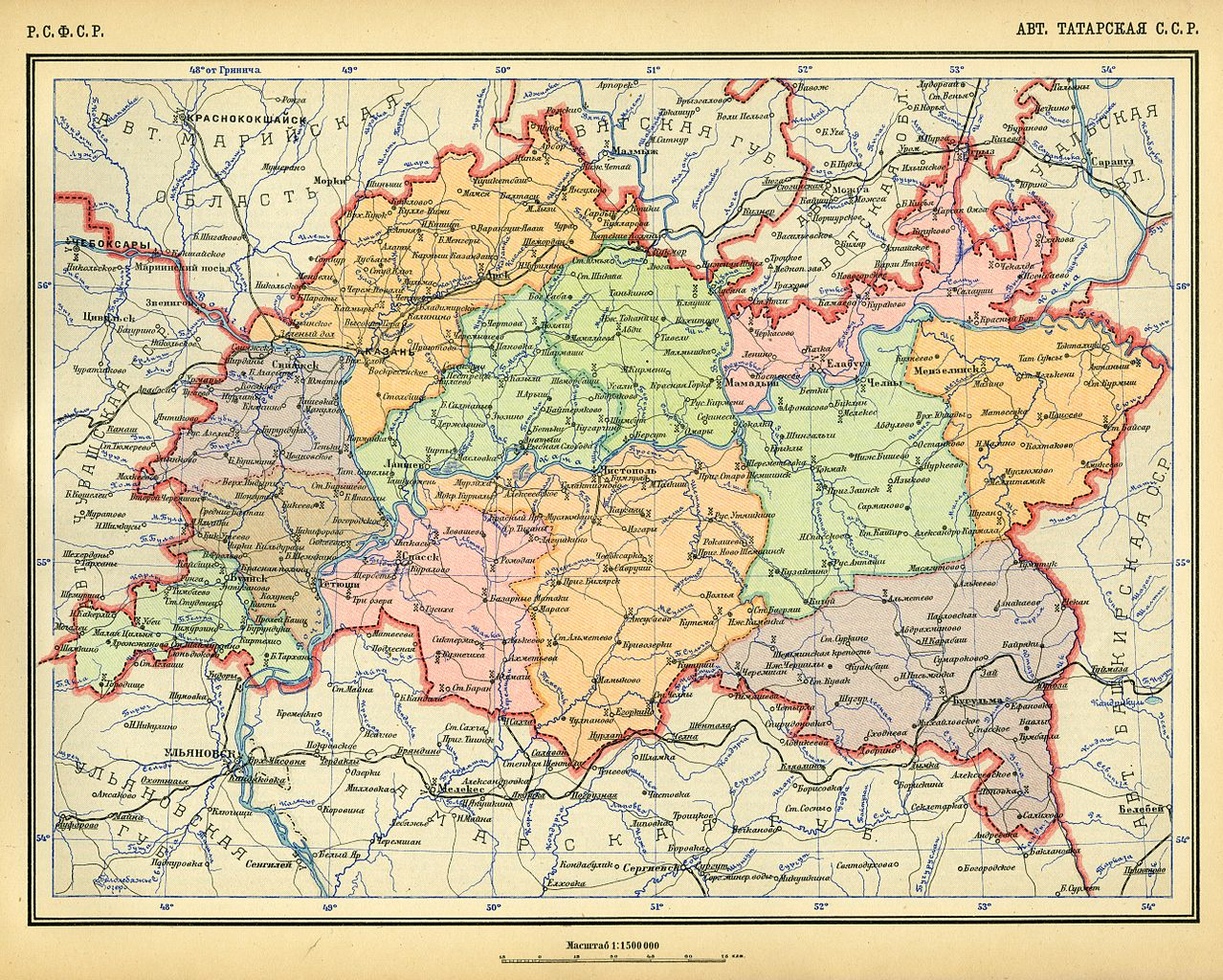
Карта Автономной Татарской ССР, 1928 год.

Первоначально АТССР делилась на 10 кантонов: Арский, Бугульминский, Буинский, Лаишевский, Мамадышский, Мензелинский, Свияжский, Спасский, Тетюшский и Чистопольский. В 1921 году были созданы Агрызский, Елабужский и Челнинский кантоны.
Постановлением ВЦИК РСФСР от 10 августа 1930 г. «О новом административном делении Татарской АССР» 23 июля 1930 года кантональное территориальное деление было полностью заменено районным.
До конца 1940-х годов число районов постепенно увеличивалось. Так, на 1948 год территория Татарской АССР делилась уже на 70 районов и 3 города республиканского подчинения (Казань, Зеленодольск и Чистополь).

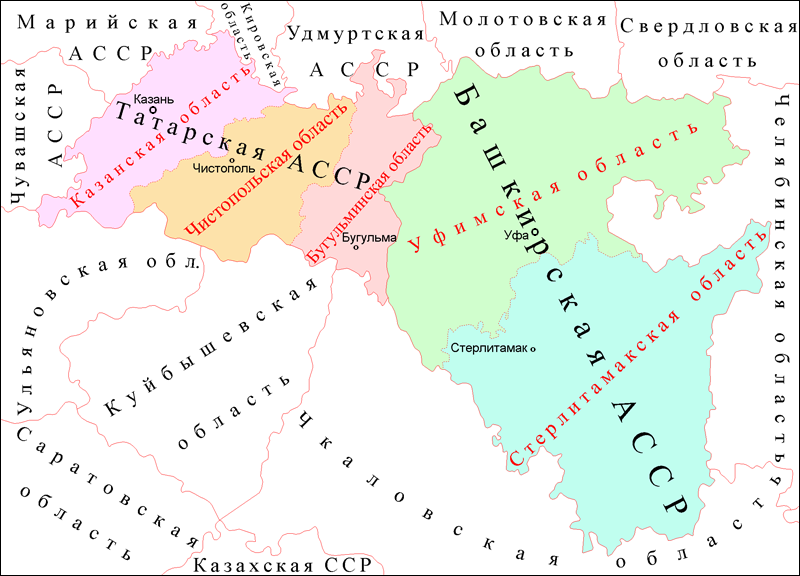
Области Татарской и Башкирской АССР в 1953 году.

В начале 1950-х начал реализацию проект областного деления Татарской и Башкирской АССР. Так, 8 мая 1952 года на территории Татарской АССР были образованы 2 области: Казанская и Чистопольская. 21 февраля 1953 года была создана Бугульминская область. Однако, после смерти Сталина проект был свёрнут, и уже 30 апреля 1953 года все 3 области ТАССР были упразднены.
После этого, до 1963 года, число районов стало уменьшаться, пока в конце 1963 года не началось восстановление упразднённых районов.

## Население

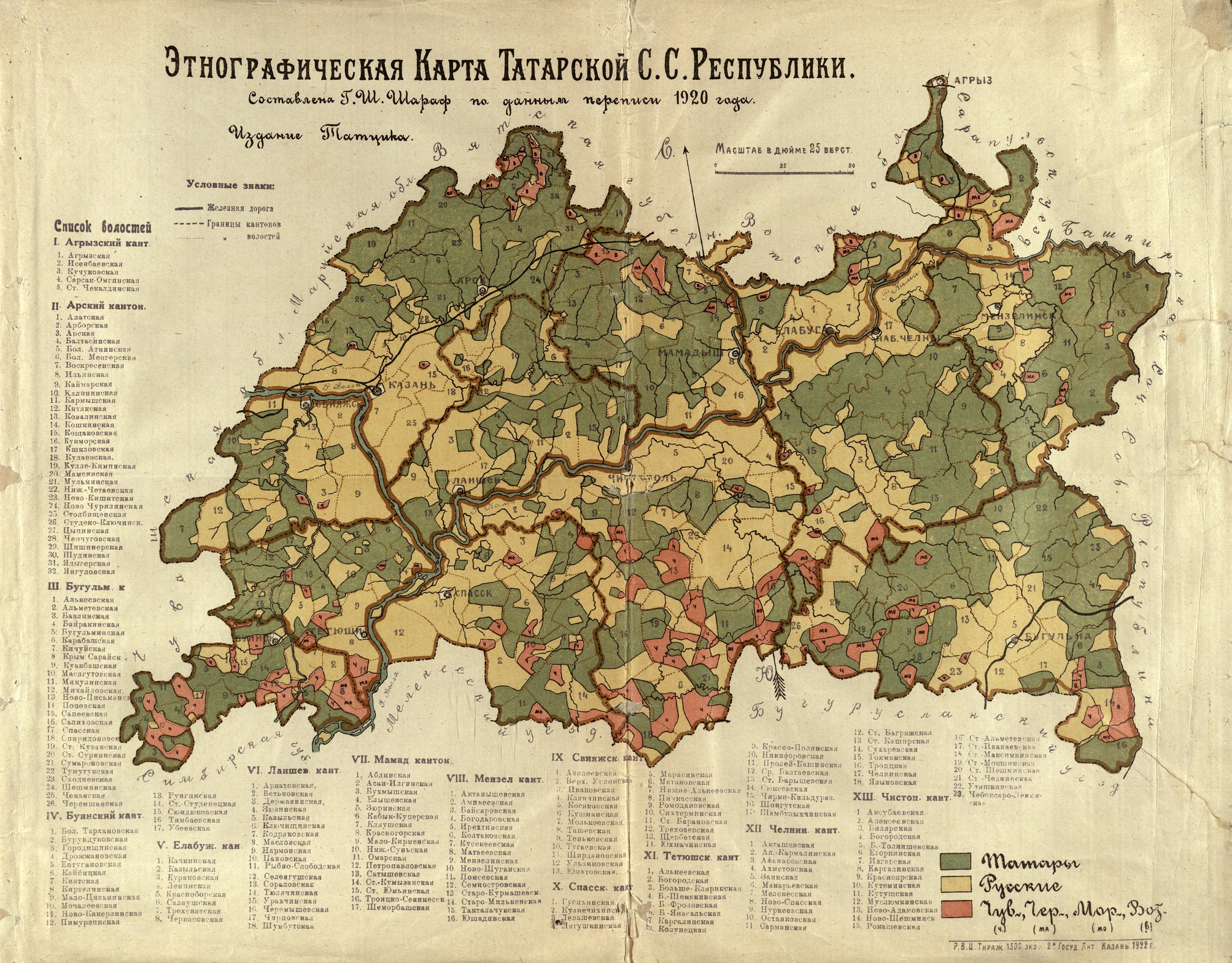
Этнографическая карта ТАССР в 1920 году

| Народ               | 1926 год тыс. чел. | 1939 год тыс. чел. | 1959 год тыс. чел. | 1970 год тыс. чел. | 1979 год тыс. чел. | 1989 год тыс. чел. |
| ------------------- | ------------------ | ------------------ | ------------------ | ------------------ | ------------------ | ------------------ |
| Татары              | 1263,4 (48,7 %)    | 1421,5 (48,8 %)    | 1345,2 (47,2 %)    | 1536,4 (49,1 %)    | 1641,6 (47,6 %)    | 1765,4 (48,5 %)    |
| в том числе кряшены | 99,0 (3,8 %)       | -                  | -                  | -                  | -                  | -                  |
| Русские             | 1118,8 (43,1 %)    | 1250,7 (42,9 %)    | 1252,4 (43,9 %)    | 1328,7 (42,4 %)    | 1516,0 (44,0 %)    | 1575,4 (43,3 %)    |
| Чуваши              | 127,3 (4,9 %)      | 138,9 (4,8 %)      | 143,6 (5,0 %)      | 153,5 (4,9 %)      | 147,1 (4,3 %)      | 143,2 (3,7 %)      |
| Украинцы            | 3,1                | 13,1               | 16,1               | 16,9               | 28,6               | 32,8               |
| Мордва              | 35,1 (1,4 %)       | 35,8 (1,2 %)       | 32,9 (1,2 %)       | 31,0               | 29,9               | 28,9               |
| Удмурты             | 23,9               | 25,9               | 22,7               | 24,5               | 25,3               | 24,8               |
| Марийцы             | 13,1               | 14,0               | 13,5               | 15,6               | 16,8               | 19,4               |
| Башкиры             | 1,8                | …                  | …                  | 2,9                | 9,3                | 19,1               |
| Белорусы            | …                  | 2,3                | 4,1                | 4,3                | 7,1                | 8,4                |
| Евреи               | 4,3                | 6,1                | 10,4               | 9,5                | 8,7                | 7,3                |
| Азербайджанцы       | …                  | 0,1                | 0,3                | 0,4                | 1,3                | 3,9                |
| Армяне              | 0,1                | 0,4                | 0,6                | 0,5                | 1,2                | 1,8                |

## Экономическое развитие

### Довоенное хозяйство

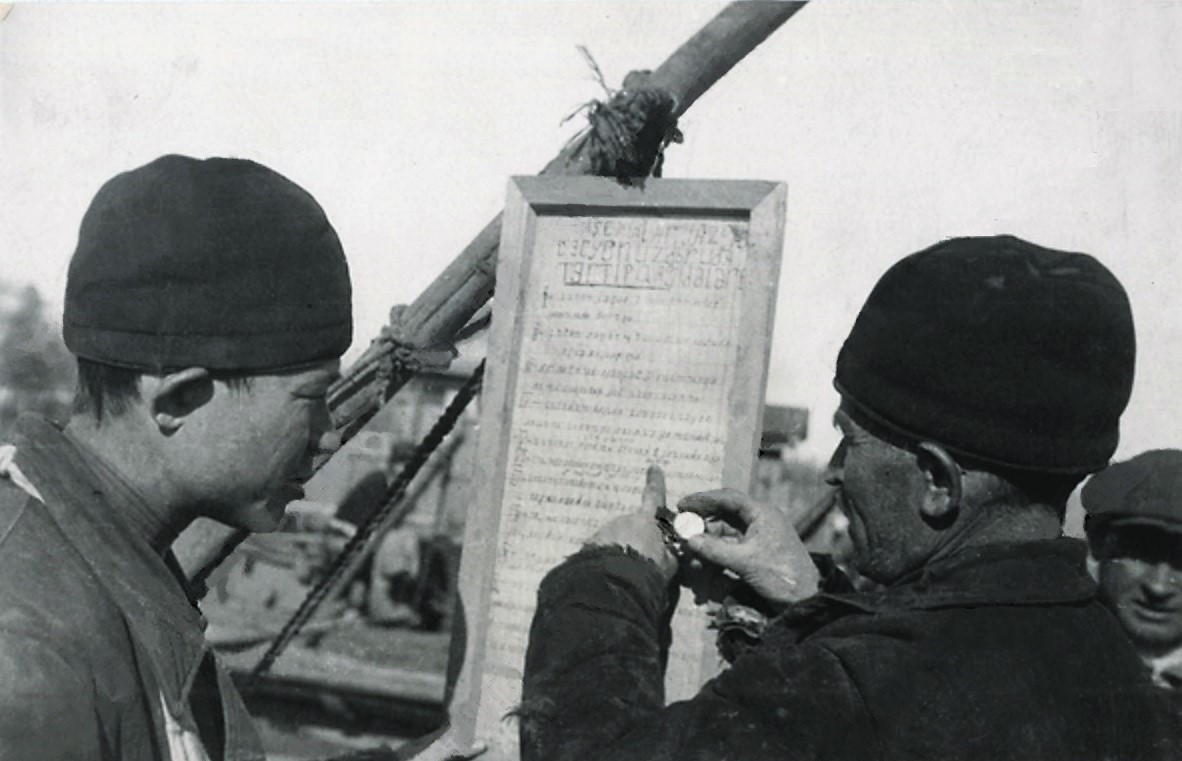
Бригадир 6-й бригады Шайхий Гатдрашитов указывает колхознику Галимову время его работы по расписанию. 1930-е годы. Фото Б. Иваницкого

В 1921 году республику как и прилегающее Поволжье охватила засуха, вызвавшая массовый голод. Для борьбы с ним в 1921-22 годах Татарская республика получила более 8 млн пудов семян и 6 млн пудов различных видов продовольствия из других районов страны.
После завершения Гражданской войны началось восстановления народного хозяйства автономии.
В 1920-е и 1930-е годы в Советском Союзе происходит промышленная индустриализация. От преимущественно аграрной экономики Автономная Татарская ССР переходит к аграрно-индустриальной. Коренной реконструкции подверглись старые предприятия, были созданы новые заводы и фабрики. Промышленность АТССР развивалась, превышая средние темпы развития промышленности по РСФСР и СССР. За годы первых пятилеток в автономии были построены крупнейшие предприятия машиностроительной, химической и лёгкой промышленности. Росла численность рабочих, создавались национальные кадры. Если в 1921 году татарских рабочих, техников и инженеров на крупных предприятиях было всего 3,1 тысячи человек (или 15,5 %), то в 1932 году их стало 16,4 тысяч (или 33,6 %).
Однако единственным промышленным узлом республики (если не считать завод «Красный металлист» и Бондюжский химический завод) была столица — Казань. В 1932 году в ней началось строительство крупного авиационного комбината «Казмаш».
Одновременно осуществлялась коллективизация сельского хозяйства автономии. В 1930 году была создана первая в автономии МТС — Нурлат-Октябрьская. В течение первых пятилеток механизация шла настолько быстрыми темпами, что за успехи в развитии сельского хозяйства Татарстан 3 января 1934 года был награждён орденом Ленина.

### Период Великой Отечественной войны
Во время Великой Отечественной войны в Татарскую АССР были эвакуированы заводы, а также инженеры из Москвы и восточных районов страны.
Существенно увеличили выпуск продукции предприятия, созданные и модернизированные до войны: Казанский оптико-механический завод, фабрика киноплёнки № 8, пороховой завод № 40 имени Ленина.
Осенью 1941 года в Казань на территорию «Завода № 124 имени Серго Орджоникидзе» был переведён «Московский авиационный завод № 22 им. С. П. Горбунова».
1 июля 1942 года на полную мощность заработал созданный на базе Второго московского часового завода Чистопольский часовой завод.
Уже в 1942 году была пущена Волжская рокада — железная дорога вдоль Волги, от Свияжска до Сталинграда.

### Послевоенные годы

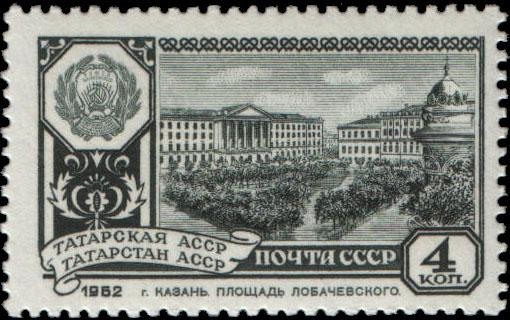
Почтовая марка СССР. Татарская АССР. Казань. Площадь Лобачевского

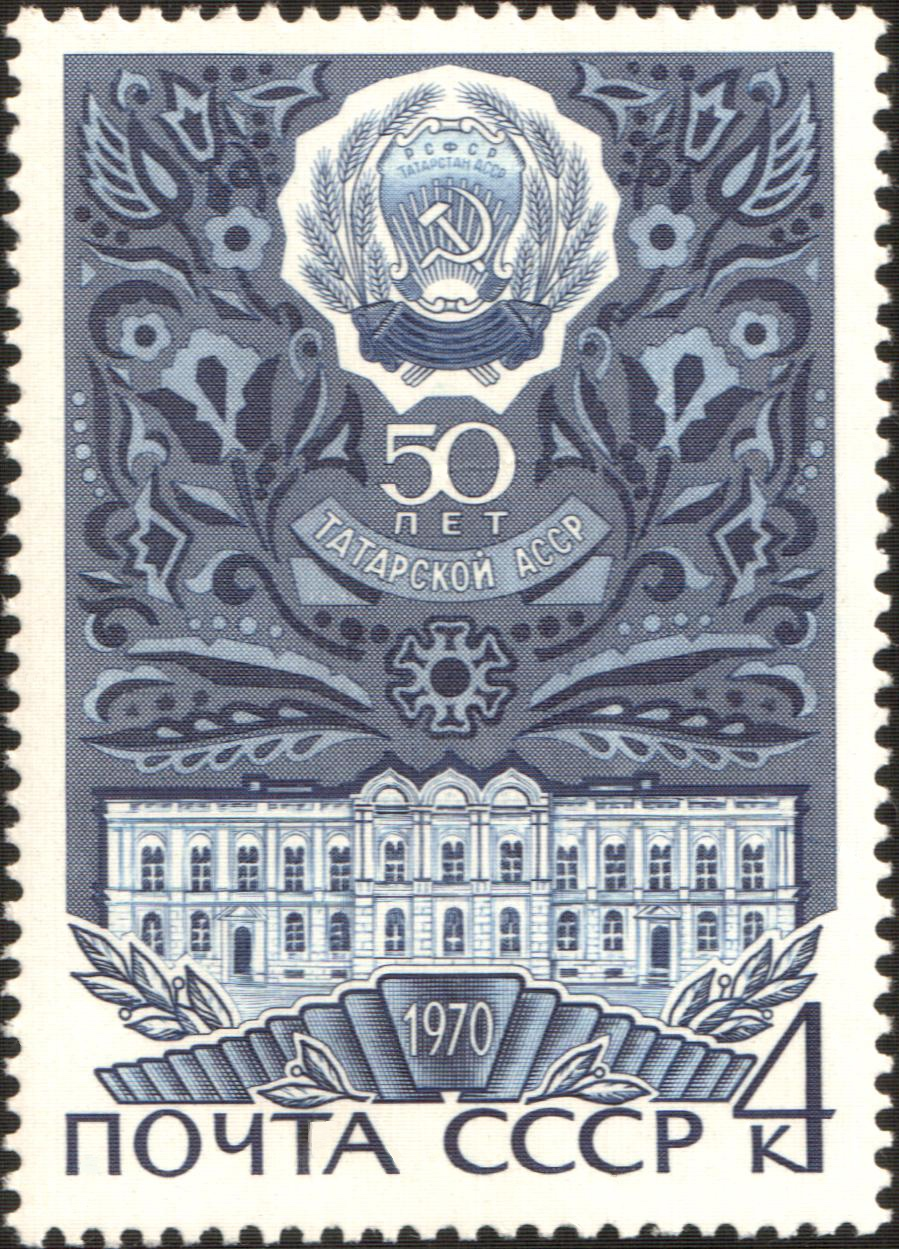
Почтовая марка 1970 год. 50 лет Татарской АССР

В послевоенные годы в Татарской АССР бурными темпами развивалась нефтяная и газовая промышленность. Началось осваиваться супергигантское Ромашкинское нефтяное месторождение.
В 1950 году Татарстан дал 867 тысяч тонн нефти, в 12 раз больше, чем в 1947 году. С 1956 года Татарстан долгое время удерживал 1-е место в СССР по добыче нефти. В 1966 году в ней добыто 86 218 тыс. тонн — 32,5 % всей добываемой в СССР нефти. В 1970 году в Татарстане уже добыто: нефти — 101,9 млн т, газа — 3882 млн м³.
Для транспортировки нефти из Волго-уральской нефтегазоносной провинции в восточно-европейские страны СЭВ в 1960-е и 1970-е годы были построены нефтепроводы «Дружба» и «Дружба-II».
Для переработки нефти в самом Татарстане были созданы новые промышленные центры: Бугульма (Бугульманефтемаш), (Татнефть), Лениногорск (Лениногорскнефтестрой), Нижнекамск (Нижнекамскнефтехим), Альметьевск. В столице был построен завод «Органический синтез».
Быстро развивались и другие отрасли народного хозяйства. В Казани был построен компрессорный завод, расширен медико-инструментальный завод, реконструированы химико-фармацевтический завод и завод бытовой химии. В 1950-е авиазаводом № 387 было начато производство вертолётов, Зеленодольским «Заводом имени Серго» — освоен широкий выпуск бытовых холодильников («Мир», «Свияга»).
Сельское хозяйство также получило развитие. Значительно укрепилась материально-техническая база колхозов и совхозов (в 1972 году в Татарской АССР было 583 колхоза и 168 совхозов). Валовые сборы зерновых культур в 1960 году составили 2317,2 тыс. т, в 1971 — 3340 тыс. т.
С введением в строй одной из крупнейших в мире конденсационных электростанций — Заинской ГРЭС, постройкой ряда других крупных электростанций: Казанской ТЭЦ-3, Нижнекамской ТЭЦ-1, Нижнекамской ГЭС — республика полностью удовлетворила собственные запросы в электроэнергии, став её экспортёром в другие регионы страны.
В 1970-е началось строительство Камского комплекса автомобильных заводов при Набережных Челнах и Нижнекамского шинного завода. К ним была проведена железная дорога от Горьковской и Куйбышевской линий.
За крупные успехи в развитии экономики и культуры и в связи с 50-летием Татарской АССР 24 июня 1970 года она была награждена орденом Октябрьской Революции, а 29 декабря 1972 года — орденом Дружбы народов.
В 1980-е был расширен промышленный потенциал Менделеевска (с постройкой Новоменделеевского химического завода). Было начато, но не завершено строительство Татарской АЭС в Камских полянах и Камского тракторного завода в Елабуге.

## Знаки отличия
- Орден Ленина № 625 вручён 15 марта 1934 года, За выдающиеся успехи в деле проведения основных сельскохозяйственных работ (сев, уборка урожая, засыпка семян), укрепления колхозов и совхозов и выполнения обязательств перед государством.
- Орден Октябрьской Революции № ??? вручен 24 июня 1970 года, За крупные успехи в развитии экономики и культуры и в связи с 50-летием Татарской АССР.
- Орден Дружбы народов № ??? вручен 29 декабря 1972 года.

## Достижения культуры в ТАССР

### Театр
1925 год — премьера первой татарской оперы «Сания»
1945 год — премьера первого татарского балета «Шурале» Фарида Яруллина

## В названиях
- Казанское высшее танковое командное Краснознаменное училище имени Президиума Верховного Совета Татарской АССР